# Beruflicher Wiedereinstieg
Ein beruflicher Wiedereinstieg ist eine Wiederaufnahme einer Erwerbstätigkeit nach einer beruflichen Auszeit. Der Anlass für die Auszeit kann dabei etwa eine Krankheit, eine Erziehungsphase oder Elternzeit, eine Phase von Arbeitslosigkeit oder ein Sabbaticals gewesen sein. Entsprechend kann es sein, dass während der Dauer der beruflichen Auszeit Krankengeld, Elterngeld oder Arbeitslosengeld bezogen wurde.
Im Gegensatz dazu ist der Begriff Berufsrückkehrer, der eine besonders förderungswürdige Personengruppe bezeichnet, restriktiver, da er eine familiär bedingte Erwerbsunterbrechung voraussetzt, während der ein aufsichtsbedürftiges Kind (unter 15 Jahren) oder ein pflegebedürftiger Angehöriger betreut wurde, wobei spätestens ein Jahr nach der Unterbrechung eine Wiederaufnahme der Erwerbstätigkeit geplant ist und die Auszeit sich nicht auf die Elternzeit beschränkte.

## Wiedereinstieg nach einer Familienphase
Ein früher beruflicher Wiedereinstieg nach der Elternzeit wird vielfach als vorteilhaft für Unternehmen, Erwerbstätige und Wirtschaft hervorgehoben. Er setzt eine Vereinbarkeit von Familie und Beruf voraus, beispielsweise eine partnerschaftliche Aufteilung der Betreuungsaufgaben in der Familie, eine geeignete Kinderbetreuung, eine geeignete Organisationskultur seitens der Arbeitgeber und gegebenenfalls die Möglichkeit, Stillen und Berufstätigkeit miteinander zu vereinbaren. Eine Studie der Hessenstiftung – Familie hat Zukunft von 2008 weist auf die Bedeutung von Kinderbetreuung, Weiterbildung und Kontakt mit dem Unternehmen während der Elternzeit hin. Nach Richtlinie 96/34/EG (Paragraph 2, Ziffer 5) besteht im Europäischen Sozialrecht im Anschluss an den Elternurlaub ein Recht auf Rückkehr an den früheren Arbeitsplatz oder, wenn das nicht möglich ist, entsprechend auf Zuweisung einer seinem Arbeitsvertrag oder Arbeitsverhältnis gleichwertigen oder ähnlichen Arbeit. Diese Vorgabe ist in einzelnen Mitgliedstaaten teilweise abweichend umgesetzt. In der Praxis wird oft über eine Degradierung oder subtile Ausgrenzung nach der Rückkehr aus der Elternzeit berichtet. Zudem wird Arbeitnehmern, die die Arbeit zunächst in Teilzeit wieder aufnehmen und dabei freiwillig eine Tätigkeit in einer niederen Hierarchieebenen annehmen – beispielsweise weil der Arbeitgeber mitteilte, dass nur so eine Teilzeitarbeit möglich sei – bisweilen eine spätere Rückkehr in die Hierarchieebene, die der vor Aufnahme der Teilzeitbeschäftigung ausgeübten Tätigkeit entspricht, verwehrt. Diese Praxis ist laut Urteil des Bundesarbeitsgerichts in Erfurt nicht zulässig.
Insbesondere nach einer längeren Abwesenheit vom Arbeitsmarkt, zum Beispiel in einer Familienphase, ist der berufliche Wiedereinstieg ein individueller Prozess, der mehrere Jahre dauern kann. Dieser Prozess lässt sich in drei Phasen beschreiben: Die erste Orientierung vor dem Wiedereinstieg, die konkrete Berufsrückkehr und die Konsolidierung der neuen Situation nach dem Wiedereinstieg. Deutschlandweit gibt es ein wachsendes Beratungsangebot, das Wiedereinsteigerinnen und Wiedereinsteiger in den verschiedenen Phasen der Berufsrückkehr unterstützt und begleitet.

## Wiedereinstieg nach Krankheit
Ein beruflicher Wiedereinstieg nach schwerer Krankheit, beispielsweise Krebs, geschieht oft in Form einer medizinisch begründeten Teilzeitarbeit (siehe hierzu Arbeitsunfähigkeit, Verminderte Erwerbsfähigkeit).

## Kunst, Politik und Sport
Der Wiedereinstieg von Künstlern, Popmusikern, Politikern und Sportlern wird auch als Comeback bezeichnet.